# Kupfer Cyclecar Company
Kupfer Cyclecar Company war ein US-amerikanischer Hersteller von Automobilen.

## Unternehmensgeschichte
Albert M. Kupfer und Bookie M. Kupfer betrieben die A. M. Kupfer Corporation in Los Angeles in Kalifornien. Sie verkauften ab 1913 Motorräder. Einer ihrer Verkäufer war Ray Johnson. Er entwickelte einen Kleinwagen. Daraufhin wurde das Unternehmen in Los Angeles gegründet. Im April 1914 war die Markteinführung. Der Markenname lautete Kupfer. Pläne beliefen sich auf 500 Fahrzeuge im ersten Jahr. Noch 1914 endete die Produktion.

## Fahrzeuge
Das einzige Modell wird als Cyclecar bezeichnet, obwohl unklar ist, ob es die Kriterien erfüllt. Es hatte einen Vierzylindermotor. Das Fahrgestell hatte 244 cm Radstand und 91 cm Spurweite. Trotz der geringen Breite waren zwei Sitze nebeneinander angeordnet. Der Neupreis betrug 450 US-Dollar.